# El Biscella
El Biscella (în italiană Bullo, în engleză Bully) este un cântec în dialectul milanez⁠(d), compus de Giovanni D'Anzi și Alfredo Bracchi în anul 1969.

## Istorie
Biscella este un cuvânt milanez care înseamnă „creț” (derivat din bisc-bish, adică arici), un fel de bătăuș care încearcă să intimideze oamenii, dar ale cărui maniere stângace și costume extravagante îl fac mai curând comic decât periculos.
Melodia spune povestea unui „biscella” care locuiește în cartierul Porta Ticinese (cartier al orașului Milano) și merge la petreceri și de care toată lumea râde pe la spate din cauza hainelor sale ridicole și a modului comic în care dansează.